# Leszek Deptuła
Leszek Deptula (Żagań, 25 de fevereiro de 1953 - 10 de abril de 2010) foi um político polaco, membro do parlamento polonês.
Foi uma das vítimas do acidente do Tu-154 da Força Aérea Polonesa.